# Anwar Nusseibeh

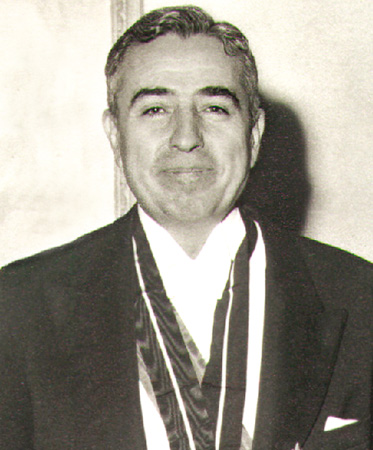
Anwar Nusseibeh

Anwar Nusseibeh (arabisch أنور نسيبة, DMG Anwar Nusaiba; * 1913 in Jerusalem; † 24. November 1986 ebenda) war ein palästinensischer Nationalist und von 1948 bis 1967 Politiker Jordaniens. Er bewegte seinen Sohn, Sari Nusseibeh, nach dem Sechstagekrieg 1967 mit Israel zusammenzuarbeiten.

## Biografie
Anwar Nusseibeh stammte aus einer sunnitischen Jerusalemer Notabelnfamilie, die ihre Anwesenheit in der Stadt auf die Wohnsitznahme ihres Stammvaters Nussayba im 7. Jahrhundert zurückführt, nach Erkenntnis von Historikern aber vermutlich seit der Zweiten islamischen Periode (1187–1517) in der Stadt lebt. Er wurde in Jerusalem geboren und studierte Jura am Queens College der Cambridge University, danach wurde er Richter in der britischen Verwaltung von Palästina.
Während des Krieges von 1948/1949 kämpfte Nusseibeh gegen die israelischen Streitkräfte und verlor ein Bein.
Er kandidierte 1950 für die jordanische Abgeordnetenversammlung und gewann mit überwältigender Mehrheit. 1965 wurde er zum jordanischen Botschafter beim Court of St. James. Während seiner Zeit als Botschafter in London unterhielt Nusseibeh eine enge Beziehung zur britischen Königsfamilie. Er hatte mehrere wichtige Posten in der jordanischen Regierung inne, bevor Israel die Kontrolle über Ostjerusalem und das Westjordanland im Sechstagekrieg 1967 erlangte. Danach war er einer der ersten Palästinenser, die Kontakt mit Israel aufnahmen.
Während seines Lebens besetzte er folgende Ämter:
- 1936: Land Officer of Jerusalem
- 1948: Kabinettssekretär der „Arabischen Regierung für ganz Palästina“ von Haj Amin al-Husseini in Gaza
- 1950: gewählter palästinensischer Abgeordneter im Unterhaus (Abgeordnetenhaus) des jordanischen Parlaments
- September 1952: Ernennung zum Mitglied des jordanischen Kabinetts (Minister für Entwicklung und Wiederaufbau, später Verteidigungs- und Bildungsminister)
- 1963: Ernennung zum Mitglied im Oberhaus (Senat) und Botschafter im Vereinigten Königreich durch König Hussein
- 1965: Ernennung zum Gouverneur von Jerusalem
- 1967: Ernennung zum jordanischen Verteidigungsminister während des Sechstagekriegs

Nusseibeh war ferner ein „Wächter der Grabeskirche“.
Nusseibeh starb am 24. November 1986 in seinem Haus in Jerusalem im Alter von 74 Jahren. Beerdigt wurde er am Tor der Al-Aqsa-Moschee. Bei seinem Begräbnis waren tausende Menschen anwesend.